# Utičij
Utičij (in russo Утичий) è un'isola della Russia nel mare di Okhotsk che fa parte dell'arcipelago delle isole Šantar. Amministrativamente appartiene al Tuguro-Čumikanskij rajon del kraj di Chabarovsk, nel Circondario federale dell'Estremo Oriente.
L'isola, che appare sulla mappa come divisa in due isolette, si trova 8 km a sud di capo Radužnyj (мыс Радужный), la punta sud-occidentale di Bol'šoj Šantar, tra quest'ultima e l'isola Ptičij. Misura circa 2,5 km di lunghezza per 0,5 m di larghezza.
Assieme ad altre isole dell'arcipelago è inclusa nella Riserva naturale statale «isole Shantar» (Национа́льный парк «Шанта́рские острова́»). L'isola ha le maggiori colonie di uria dagli occhiali dell'arcipelago. Ad esempio, nel 1991-1992, avevano nidificato sull'isola 17 500 coppie.